# مديرية توبليكا
مديرية توبليكا (بالسيريلية الصربية: Топлички управни округ) هو تقسيم إداري لمنطقة في جنوب صربيا، سميت على اسم نهر توبليكا الذي يمر منها. بلغ عدد سكانها 77,341 نسمة، حسب تعداد عام 2022. مما يجعلها أصغر منطقة من حيث عدد السكان في صربيا. وتعد مدينة بروكوبلي مركز المديرية وعاصمتها الإدارية.

## البلديات
يوجد في المقاطعة 3 بلديات، وهم:
1. بلاتسي
2. كورشومليغا
3. زيتورادا

## السكان
تنوع السكان البالغ عددهم 77,341 نسمة قليل نسبيًا في المديرية، وتتنوع أصولهم العرقية إلى:
| المجموعة الإثنية | التعداد السكاني | %      |
| ---------------- | --------------- | ------ |
| صرب              | 73,045          | 94.44% |
| رومان            | 3,734           | 4.82%  |
| مقدون            | 68              | 0.08%  |
| ألبان            | 28              | 0.03%  |
| بلغاريون         | 25              | 0.03%  |
| المجموع          | 77,341          | 100%   |